# All Star Comics
All Star Comics (engl.) war der Titel eines Comicmagazins, das der US-amerikanische Comicverlag All-American Publications zwischen 1940 und 1951 veröffentlichte.
Das Magazin, das in den 1940er Jahren zu den erfolgreichsten und meistverkauften Titeln des amerikanischen Comicmarktes gehörte, hatte überwiegend Science-Fiction- und Abenteuer-Geschichten zum Inhalt, insbesondere solche, in deren Mittelpunkt sogenannte Superhelden-Charaktere standen.

## Veröffentlichungsgeschichte
Das Konzept für die All Star Comics wurde Ende 1939/Anfang 1940 von den Verlagsredakteuren und Autoren Gardner Fox und Sheldon Mayer entwickelt. Die erste Ausgabe der neuen Serie wurde schließlich im Sommer 1940 auf den Markt gebracht. Bis zum Februar/März 1951 folgten sechsundfünfzig weitere Ausgaben, so dass die Serie insgesamt siebenundfünfzig Hefte erreichte. Während die ersten drei Ausgaben der Serie in vierteljährlichem Rhythmus erschienen, wurden alle späteren Ausgaben bis zur Einstellung der All Star Comics – die sich aus rückläufigen Verkaufszahlen in den frühen 1950er Jahren ergab – in zweimonatlichem Abstand veröffentlicht.
Nachdem die All Star Comics 1951 eingestellt worden waren, begann DC mit der Veröffentlichung der Serie All Star Western die die Nummerierung der All Star Comics fortführte, so dass die erste Ausgabe der All Star Western als #58 firmierte. Die All Star Western erreichte weitere 61 Ausgaben, bis die Serie 1961 mit Ausgabe #119 eingestellt wurde.
1976 begann DC die Veröffentlichung der All Star Comics wieder aufzunehmen, wobei man an der Nummerierung der alten Serie anknüpfte und die erste Ausgabe der neuen All Star Comics – unter Ausklammerung der Nummierung der All Star Western mit #58 begann. Die Serie lief knapp zwei Jahre bevor sie 1978 mit Ausgabe #74 eingestellt wurde. Später produzierte sie zwei Ableger, namentlich All Star Squadron und Infinity Inc.

## Inhalte
All Star Comics wurde ursprünglich als eine mit wechselnden Inhalten bestückte sogenannte Anthologieserie auf den Markt gebracht. Dementsprechend beinhaltete die Serie in ihren frühen Ausgaben eine Vielzahl von Features wie den Superhelden-Charakteren The Flash, Hawkman, Hourman, Sandman, Doctor Fate, Atom und The Spectre, der humoristischen Reihe Red, White and Blue und der Abenteuer-Reihe Biff Branson. Eine comichistorisch besondere Bedeutung erlangte die Ausgabe #8 der Serie, in der die erste Geschichte um die streitbare Amazone Wonder Woman veröffentlicht wurde. Die von William Moulton Marston ersonnene Heldin wurde in der Folge zu einer der erfolgreichsten und populärsten Figuren des amerikanischen Mainstream-Comics. Die kurz nach dem Debüt der „Wunderfrau“ begonnene eigenständige Wonder Woman-Serie – sozusagen ein Spin-Off der All Star Comics – ist dabei neben den Serien um die Superhelden Batman und Superman die einzige amerikanische Comicserie die auf eine ununterbrochene Veröffentlichungsgeschichte seit den frühen 1940er Jahren zurückblicken kann.
In den späteren Ausgaben der All Star Comics konzentrierte sich die Serie darauf gemeinschaftliche Abenteuer der im obigen genannten Superhelden-Figuren als Gruppe unter dem Namen Justice Society of America zu erzählen.
Die All Star Comics der 1970er Jahre knüpften an dieses Konzept an und erzählten weitere Abenteuer der Justice Society, die allerdings um einige neue jugendlichere Mitglieder wie die Superheldinnen Huntress und Power Girl ergänzt wurde.

## Neuauflagen
Die ursprünglichen siebenundfünfzig Ausgaben der All Star Comics sind seit Mitte der 1990er Jahre in der Reihe DC Comics Archives Edition unter dem Titel All Star Comics Archives in elf Bänden neuaufgelegt worden. Die in den 1970er Jahren veröffentlichten Ausgaben #58–74 der All Star Comics wurden 2006/2007 als Justice Society Vol. 1 (#58–67) und Vol. 2 (#68–74) als Tradepaperbacks neuaufgelegt.